# AVC-Intra
AVC-Intra  è un codec video per uso professionale originariamente sviluppato da Panasonic e conforme allo standard  H.264/MPEG-4 AVC e alla raccomandazione SMPTE RP 2027-2007.
L'algoritmo AVC-Intra è utilizzato da una serie di prodotti per la produzione di contenuti video ad alta definizione, come per esempio alcuni modelli di telecamere professionali ad alta definizione e alcuni tra i principali software di editing video di tipo professionale.
Il codec ha iniziato a essere utilizzato a livello industriale nell'aprile 2007 e viene impiegato in ambiti professionali in cui è richiesta la memorizzazione in formato digitale di contenuti video in alta definizione per scopi di archiviazione ed elaborazione dell'immagine. L'algoritmo si basa su una compressione intraframe a 10-bit, adatta per l'elaborazione digitale e in grado di preservare la qualità, ottimizzando l'occupazione di memoria (metà dello spazio rispetto ai formati in alta definizione basati sugli standard MPEG-2 HDV e DVCPRO HD).

## Caratteristiche tecniche
L'algoritmo può operare secondo due classi differenti
- AVC-Intra 50:
  - campionamento nominale a 50 Mbit/s
  - Codifica CABAC
  - Formato video 1920x1080 conforme alla normativa High 10 Intra Profile, Livello 4
  - Formato video 1280x720 conforme alla normativa High 10 Intra Profile, Livello 3.2
  - Sottocampionamento della crominanza di tipo 4:2:0
  - Ridimensionamento dei fotogrammi di un fattore 3/4 (il formato 1920x1080 viene ridimensionato a 1440x1080, il formato 1280x720 viene ridimensionato a 960x720)
- AVC-Intra 100:
  - campionamento nominale a 100 Mbit/s
  - Codifica CAVLC
  - Tutti i formati sono conformi alla normativa High 4:2:2 Intra Profile, Livello 4.1
  - Sottocampionamento della crominanza di tipo 4:2:2
  - Nessun ridimensionamento dei fotogrammi

Entrambe le classi supportano:
- Formati: 1920x1080 (23.98p / 25p / 29.97p / 50i / 59.94i) e 1280x720 (23.98p / 25p / 29.97p / 50p / 59.94p)
- Sottocampionamento di luminanza e crominanza a 10 bit

## Impieghi professionali dell'algoritmo
L'algoritmo è supportato da una serie di prodotti di elaborazione e post-produzione video di tipo professionale:
- Final Cut Pro 6.0.2, prodotto da Apple, come codec ProRes 4.2.2[4]
- Codec SDK sviluppato da MainConcept [5]
- La serie di server video NEXIO AMP di Harris Corporation
- Telecamere ad alta definizione Panasonic con memorizzazione in formato DVCPRO P2[6]
- Spectrum e MediaDeck di Omneon[7]
- Quantel [8]
- EDIUS 4.5 prodotto da Thomson Grass Valley [9]
- Prodotti broadcast basati su SHINE Media Platform[10] di GammaRED Engineering